# Різе-Мандан
Різе-Мандан (перс. ريزه مندان) — село в Ірані, у дегестані Масаль, в Центральному бахші, шагрестані Масал остану Ґілян. За даними перепису 2006 року, його населення становило 26 осіб, що проживали у складі 7 сімей.

## Клімат
Середня річна температура становить 11,00°C, середня максимальна – 25,64°C, а середня мінімальна – -4,80°C. Середня річна кількість опадів – 452 мм.
| Клімат поселення                              | Клімат поселення | Клімат поселення | Клімат поселення | Клімат поселення | Клімат поселення | Клімат поселення | Клімат поселення | Клімат поселення | Клімат поселення | Клімат поселення | Клімат поселення | Клімат поселення | Клімат поселення |
| Показник                                      | Січ.             | Лют.             | Бер.             | Квіт.            | Трав.            | Черв.            | Лип.             | Серп.            | Вер.             | Жовт.            | Лист.            | Груд.            |                  |
| Середній максимум, °C                         | 7,61             | 6,95             | 8,48             | 14,30            | 19,85            | 24,36            | 25,64            | 25,44            | 21,40            | 18,64            | 11,81            | 7,97             |                  |
| Середня температура, °C                       | 1,74             | 1,07             | 2,60             | 8,42             | 14,00            | 18,48            | 21,45            | 21,24            | 17,21            | 14,44            | 7,62             | 3,76             |                  |
| Середній мінімум, °C                          | −4,12            | −4,8             | −3,27            | 2,56             | 8,11             | 12,62            | 17,28            | 17,05            | 13,02            | 10,25            | 3,42             | −0,43            |                  |
| Норма опадів, мм                              | 36               | 34               | 60               | 63               | 40               | 18               | 13               | 15               | 30               | 48               | 42               | 53               |                  |
| Середньомісячна швидкість вітру, м/с          | 1.94             | 2.38             | 2.51             | 2.57             | 2.20             | 1.86             | 2.08             | 2.06             | 1.80             | 1.95             | 2.16             | 1.88             |                  |
| Середньомісячна сонячна радіація, кДж/м²·день | 7168             | 9641             | 11904            | 16086            | 19700            | 22162            | 22685            | 19490            | 16389            | 11649            | 8833             | 6884             |                  |
| --------------------------------------------- | ---------------- | ---------------- | ---------------- | ---------------- | ---------------- | ---------------- | ---------------- | ---------------- | ---------------- | ---------------- | ---------------- | ---------------- | ---------------- |
| Джерело:                                      |                  |                  |                  |                  |                  |                  |                  |                  |                  |                  |                  |                  |                  |